# Trouble in Tahiti
Trouble in Tahiti ist eine Oper in einem Akt (sieben Szenen) von Leonard Bernstein. Der Komponist war auch sein eigener Librettist. Uraufführung war am 12. Juni 1952 in der Aula der Brandeis-Universität in Waltham, wo Bernstein seinerzeit als Professor tätig war.

## Handlung
Die Oper spielt nicht in Tahiti, sondern in einem typischen Vorort einer amerikanischen Stadt in den frühen 1950er Jahren, also zur Zeit der Uraufführung. Der Titel spielt lediglich darauf an, dass der (fiktive) Kinofilm „Trouble in Tahiti“ in dem Bühnenwerk eine gewisse Rolle spielt.
Das Ehepaar Dinah und Sam ist seit etlichen Jahren verheiratet und hat ein Kind. Die beiden leben zwar noch zusammen, sind sich aber die meiste Zeit überdrüssig. Sie begrüßen sich jeden Morgen noch freundlich, aber schon beim Frühstück geraten sie in Streit. Sam ist froh, als er das Haus verlassen kann, um ins Büro zu gehen. Anerkennung und Zufriedenheit findet er abends im Sportclub; dort ist er der Held.
Dinah hat viel zu oft einen Termin beim Psychiater. Dessen Geschwafel scheint sie aber eher kränker zu machen als sie ist. Wie gut, dass die Stadt wenigstens ein Kino hat. Zurzeit ist dort ein Rührstück aus der Traumfabrik Hollywood zu sehen: Trouble in Tahiti. Obwohl sie den Film schon kennt, schaut sie ihn am Nachmittag nochmals an. In der Scheinwelt des Films träumt sie sich in ein schöneres Leben hinein. Ach, könnte sich doch ihr Verhältnis zu Sam ebenso problemlos gestalten wie das der Protagonisten in dem Film.
Abends sitzen die beiden wieder zu Hause scheinbar idyllisch am Tisch. Eigentlich sollten jetzt die gemeinsamen Probleme besprochen werden, aber keiner wagt, das Gespräch in diese Richtung zu lenken. Um auf andere Gedanken zu kommen, schlägt Sam seiner Frau vor, ins Kino zu gehen. Und was schauen sich die beiden dort an? Natürlich „Trouble in Tahiti“.

## Musik
Die Musik erschließt sich dem Hörer leicht. Sie ist modern und melodiös. Arienhafte Melodien wechseln sich mit fetzigen Songs ab. Auch jazzige Elemente weist die Partitur auf. Bernstein hat sein Werk zwar eine Oper genannt; die Nähe zum Musical ist aber nicht zu überhören, vergleichbar mit seinem bekannteren Candide, den er selbst eine „Operette“ genannt hat, im deutschsprachigen Raum meist aber als „Musical“ bezeichnet wird. Das neben „Mann“ und „Frau“ vom Komponisten vorgeschriebene Gesangs- und Tanztrio übernimmt quasi die Funktion des Chores.
1984 baute Bernstein Trouble in Tahiti in seine zweite (und letzte) Oper A Quiet Place ein.

## Tonträger
- Deutsche Grammophon (Digital Stereo, 459 050-2): Leonard Bernstein dirigiert. Neben Ausschnitten aus Trouble in Tahiti mit Wendy White, Louise Edeiken, Edward Crafts, Mark Thomsen, Kurt Ollmann und dem ORF-Symphonie-Orchester sind noch Ausschnitte aus West Side Story und Candide vertreten.
- BBC/Opus Arte (OA 0838 D): Trouble in Tahiti (DVD), Stephanie Novacek, Karl Daymond, City of London Sinfonie, Paul Daniel 2001